# 台湾の奇跡

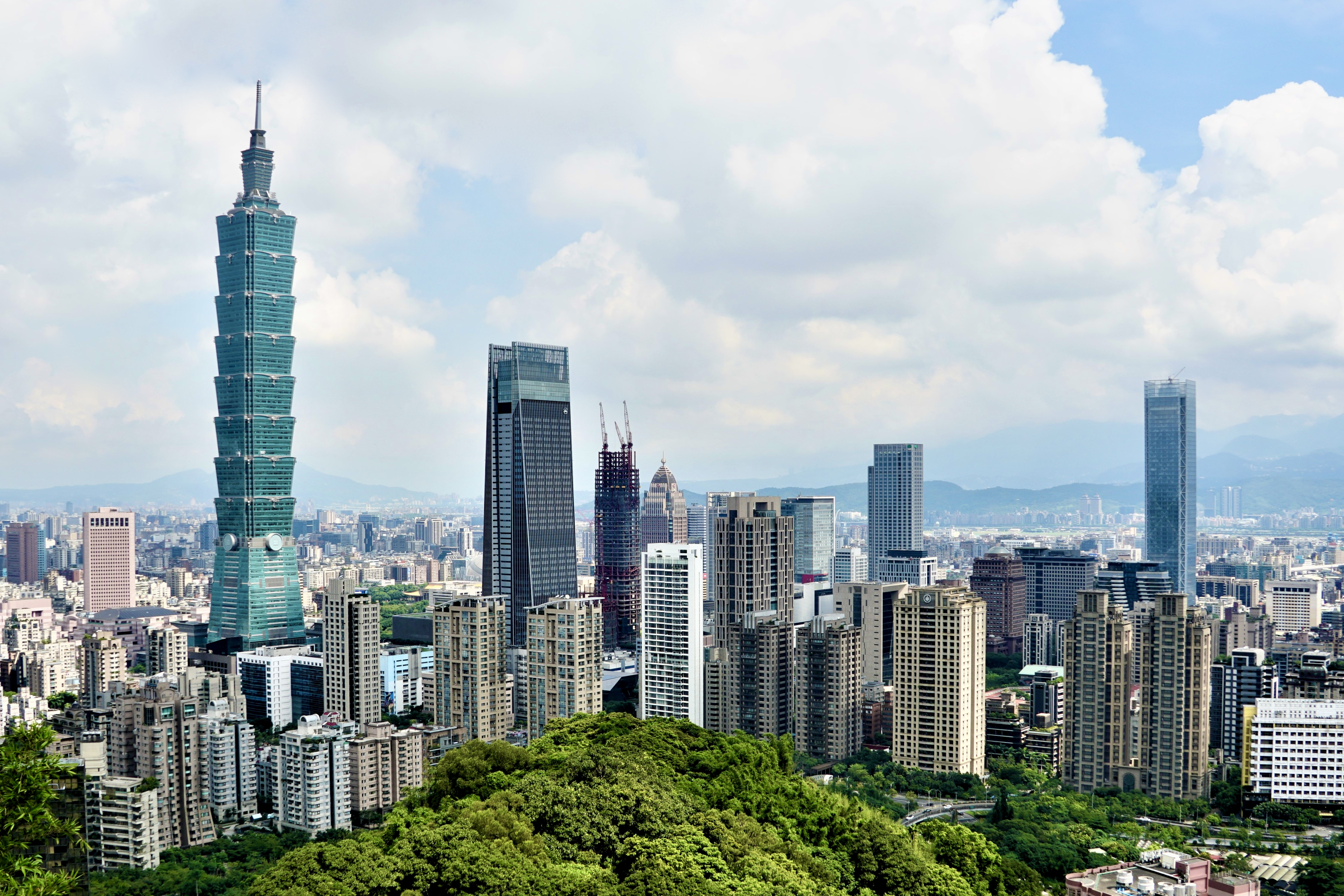
台湾の首都である台北市

1820年から2016年にかけての台湾の一人当たり実質GDPの推移

台湾の奇跡（繁: 臺灣奇蹟）または台湾経済の奇跡とは、1950年以降の台湾（中華民国）の高度経済成長期を指し、この短期間で台湾は後発開発途上国から先進の高所得国に変貌した。 

## 概要
台湾は、太平洋戦争末期のアメリカ軍による空襲や国共内戦によるインフレに加えて中国大陸からの外省人の流入などにより、経済に悪影響を受けた。
その後、旧台湾ドルに代わる新台湾ドルを発行しインフレを抑制、アメリカからの援助（美援）などによって基盤産業を農業から軽工業、そして重工業に転換させることに成功した。その他経済建設、制度改革や政治改革を実施し、20世紀のうちに急速な工業化、国民所得の急速な増加、民主化、科学技術の急速な進歩、国民生活水準の急速な向上、都市化、近代化を実現した。